# Entoloma alvarense
Entoloma alvarense är en svampart som tillhör divisionen basidiesvampar, och som beskrevs av Machiel Evert ("Chiel") Noordeloos och Vauras. Entoloma alvarense ingår i släktet Entoloma, och familjen Entolomataceae. Det är osäkert om arten förekommer i Sverige.